# Gare de Kehl
 (septembre 2017).
Si vous disposez d'ouvrages ou d'articles de référence ou si vous connaissez des sites web de qualité traitant du thème abordé ici, merci de compléter l'article en donnant les références utiles à sa vérifiabilité et en les liant à la section « Notes et références ».
La gare de Kehl est une gare ferroviaire allemande, située sur le territoire de la commune de Kehl, dans l'arrondissement (Kreis) de l'Ortenau, Land du Bade-Wurtemberg.
C'est une gare frontière entre l'Allemagne et la France.

## Situation ferroviaire
Établie à 139 mètres d'altitude, la gare de Kehl est située au point kilométrique (PK) 13,5 de la ligne d'Appenweier à Kehl, qui relie la ligne de Strasbourg-Ville à Strasbourg-Port-du-Rhin à la ligne de Mannheim à Bâle, entre les gares de Kork et de Strasbourg-Port-du-Rhin (vers cette dernière, s'intercale le pont sur le Rhin).
La gare de Kehl est gérée à distance par un agent circulation se trouvant à Karlsruhe.

## Histoire
La ligne reliant Appenweier à Kehl est mise en service le 2 janvier 1861, ainsi que la gare de Kehl. La ligne entre Strasbourg et Kehl est ouverte le 11 mai de la même année.
La gare est détruite par un bombardement en 1944. L'actuel bâtiment voyageurs a été érigé en 1966.

## Service des voyageurs

### Accueil
Gare de la Deutsche Bahn (DB), elle dispose d'un bâtiment voyageurs avec guichets, et est équipée de distributeurs automatiques de titres de transport.
En semaine, la gare est ouverte de 5 h 45 à 20 h. Le samedi, elle l'est de 6 h à 19 h, et le dimanche et les jours fériés de 7 h à 20 h.

### Desserte
La gare est desservie par le service MétroRhin, exploité par l'Ortenau-S-Bahn (OSB) et le réseau TER Grand Est, reliant Strasbourg-Ville à Offenbourg. Le premier train en direction d'Offenbourg passe à Kehl vers 6 h 30 du matin.

### Intermodalité
La station Kehl Bahnhof, située sur le parvis de la gare, est desservie par la ligne D du tramway de Strasbourg.
La gare est également desservie par les lignes 106 et 301 du réseau SWEG, respectivement sur les liaisons de Lahr à Kehl et de Kehl à Offenbourg. La route 7144 du réseau Südwestbus dessert la gare, sur la relation Offenbourg – Kehl.

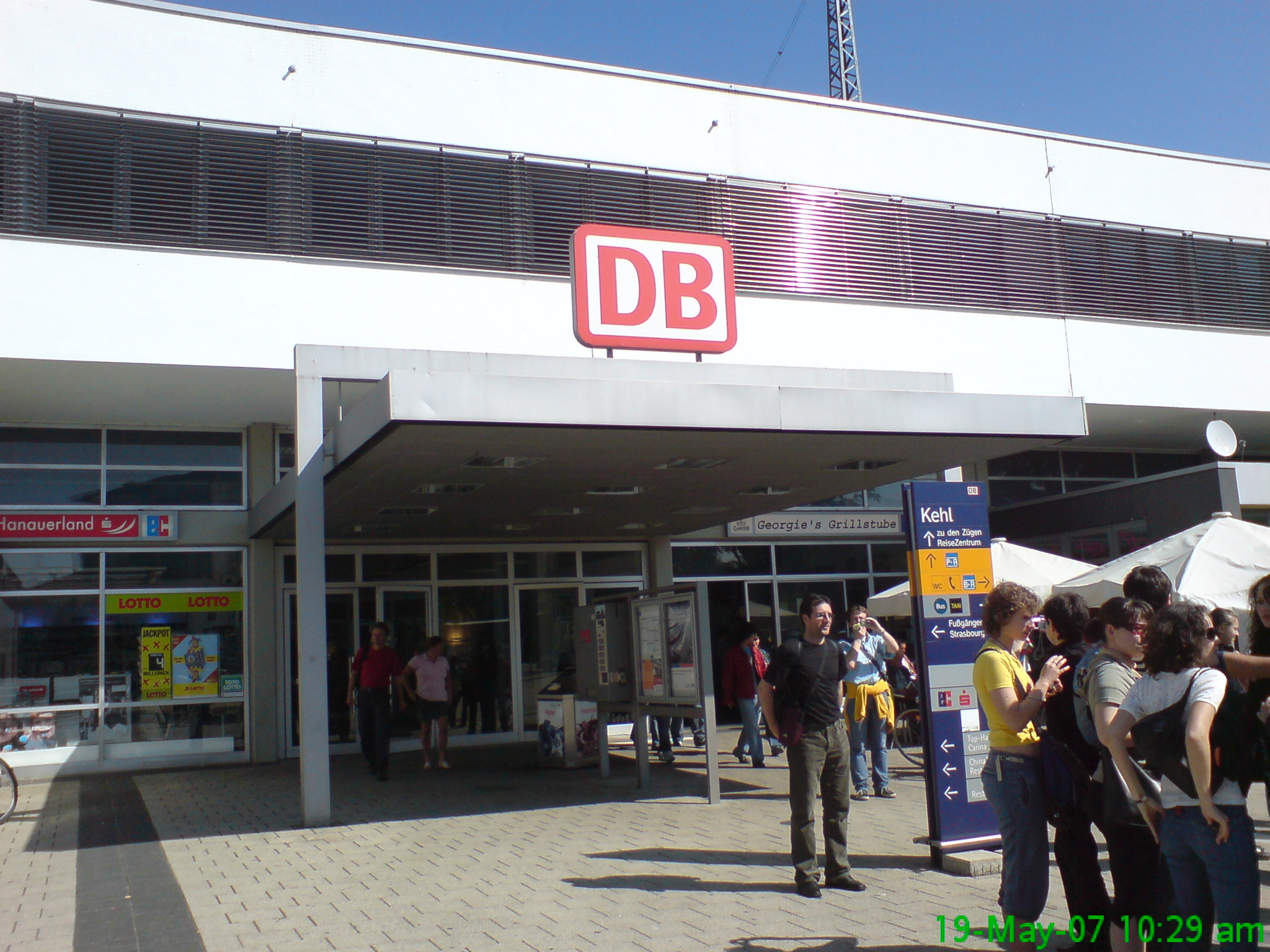
Entrée du bâtiment voyageurs.
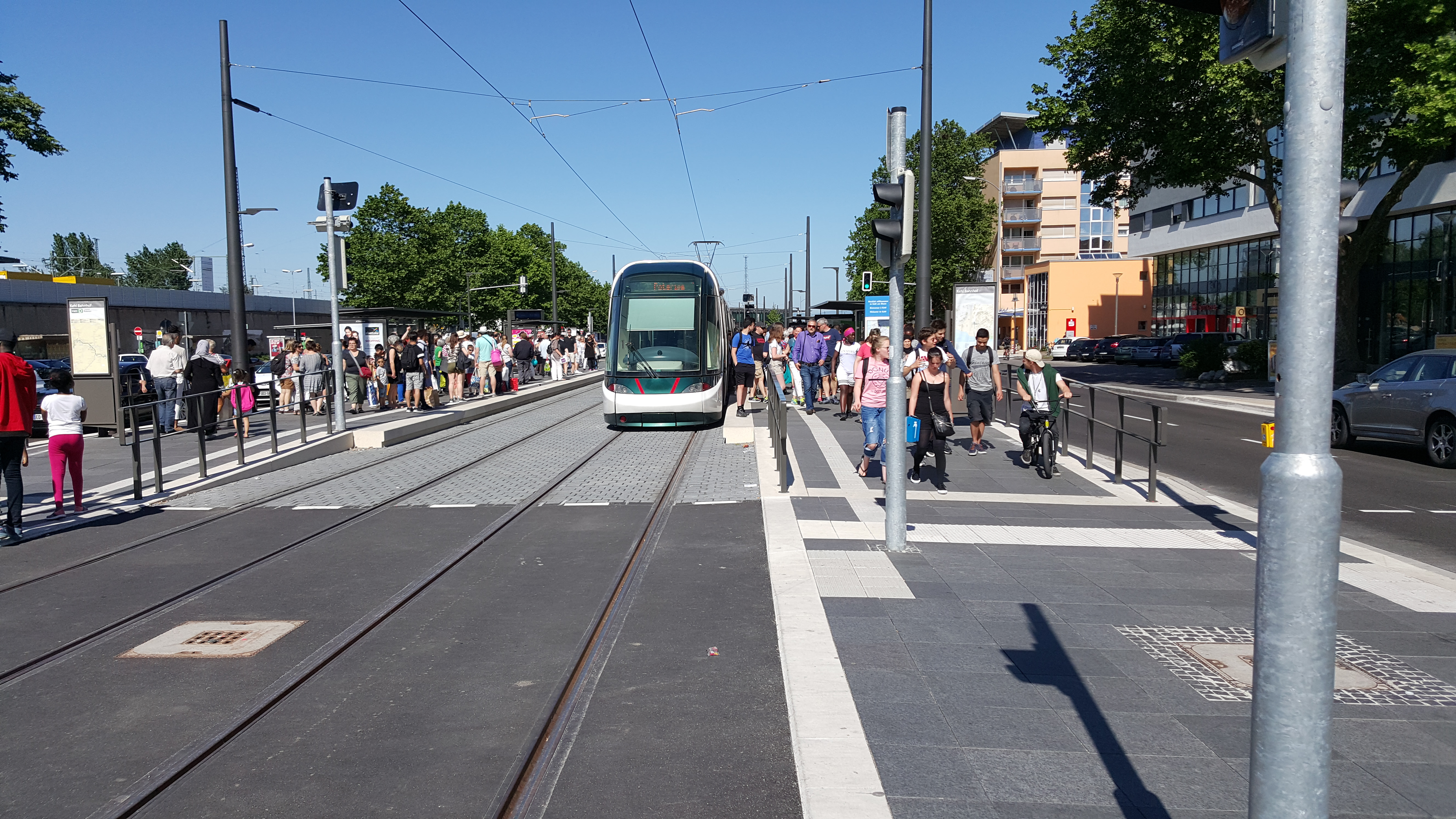
La station de tramway.

## Service des marchandises
Kehl dispose d'une gare aux marchandises (Güterbahnhof), ouverte au service du fret.